# 줄리엣 앤드 더 릭스
줄리엣 앤드 더 릭스(Juliette and the Licks)는 줄리엣 루이스가 이끄는 록 밴드이다.

## 음반 목록

### 정규 앨범
- You're Speaking My Language (2005)
- Four on the Floor (2006)

### EP
- ...Like a Bolt of Lightning (2004)